# トラパラ
トラパラ（英: trapara routine）は、クラブ（ディスコ）などにおいて、トランスというジャンルの楽曲に合わせて踊るパラパラのことである。広義ではパラパラに含まれるが、曲のジャンルが限定されることでいくつかの相違点があるため、テクパラなどと同様にパラパラとは区別されることが多い。若年層を中心に「トパラ」とも呼ばれる。

## 歴史
正確な発祥時期は不明であるが、都心のクラブでトランスの曲にパラパラの様な振りをつけて踊る者が現れたのは2003年頃からである。2004年になると、一部のクラブで練習用の振り付けビデオが配布されたり、ギャル系雑誌で特集が組まれるようになった。2005年、AVEX社より発売されたCD『SUPER BEST TRANCE』シリーズにおいて、トランスの曲につける振り付け・踊り方の解説や、振り付けDVDがつけられたことにより広く知られることとなった。新宿歌舞伎町にあるclub complex CODEが発祥の地であるとされている。

## 振り付け
音楽に合わせて、曲ごとに決まっている振り付けを集団で踊る点ではパラパラと似ているが、振りの種類が限られており、また振りの付いた曲の数もパラパラと比較して少ない。そのため、パラパラほど沢山の振りを覚えなくても楽しむことができる。

### 代表例
- 掌を返すようにして「どうぞ」という感じで両手を前に広げる（往年のエッグポーズに類似）
- 両手の指先を胸の前で合わせてから、バンザイの形に広げる【ファイアー】
- 顔の前で両手を交差させながらウネウネさせる
- 両手を斜め上下に交互に突き出す【アオキン】
- 胸の前で両手でハートマークを作って動かす
- 片手を額に、もう片手を斜め後ろにまっすぐ伸ばして前傾姿勢（スピードスケートのスタート前のようなポーズ）
- 両手を左前方にまっすぐ伸ばし（掌を合わせて）、左手はそのまま右手だけ弓矢をひくように動かす。【ベイビー】
- 掌をヒラヒラさせながら上から下に向かって動かす（左右一回ずつ）

### 特徴
- パラパラでは時折脚の動きが伴う場合があるが、トラパラは上半身の動きのみである。
- 明確なメロディのある部分、サビの部分や盛り上がる部分にのみ振りが付いていることが多い。この点では、一曲の全小節にわたって振りが付いているパラパラとは対照的である。
- ユーロビートやテクノで既にパラパラの振りの付いている曲がトランスにアレンジされた場合、振り付けも変わることが多い。このため、パラパラの振り付けを覚えていても、そのままではトラパラとしては通用しないことがある。
- 同じ曲でも、各クラブごとに流行っている振り付けが微妙に異なることがままある。この傾向はクラブ同士が距離的に離れている場合顕著であり、例えば同じ東京都内でも六本木・渋谷の違いは僅かだが、名古屋や大阪では大きく異なるケースも多い。
- 自分とは異なる振り付けで踊っている人がいても、それに合わせて振りを変えることはあまりなく、各自が自分の覚えているやり方で楽しむのが一般的。

なお、市販の振り付けDVDでは代表的な曲しか取り上げられていない。このためお立ち台の上で不自由なく踊れる程度にレパートリーを増やしたい場合、クラブに足繁く通い他人の振りを見て研究するか、上手い人とコミュニケーションを図って教えてもらわなければ、本格的な習得は不可能である。

## 振り付けのつく曲
トランスの中でも、2000年以降に国内で流行したダッチトランス・エピックトランス（特にボーカル付きの曲）や、その後日本人DJによって作られた明確なメロディを持つ曲が多い。これは、主旋律の音符の動きや拍に合わせて振りが付けられるためである。また、ハウスやハイパーテクノの曲にも振りがつけられることがあるが、後者はテクパラと呼ばれトラパラとは区別されるのが一般的である。一方、邦楽にもトランス風にアレンジされた曲があるが、クラブでかかることはまずないため、振りが付くこともない。

### 代表曲
市販のDVDで紹介されている曲は次の通り。（以下アルファベット順）
| 曲名                                              | アーティスト                              | 映像収録媒体                                                       |
| ------------------------------------------------- | ----------------------------------------- | ------------------------------------------------------------------ |
| ADDICTED TO LOVE (DIGI-TIZIO MIX)                 | DIGIMIND                                  | club complex CODE TRAPARA BEST CHAPTER #2映像                      |
| 愛の東京コール (OVERHEAD CHAMPION REMIX)          | TOKYO CALL PROJECT feat. Kwenji Hayashida | SUPER BEST TRANCE VI 映像                                          |
| ARE YOU WAKE UP? (LIVE VERSION)                   | YINLING OF JOYTOY vs. TAKESHI KONGOCHI    | SUPER TRANCE VI                                                    |
| ASS UP! (DJ TEN REMIX)                            | BARACUDA                                  | THE TRAPARA / SUPER BEST TRANCE VI                                 |
| AXEL F THEME （OVERHEAD CHAMPION REMIX）          | JUMPY FROGS                               | FARMIX 無料パラパラ・トラパラ講座                                  |
| BEAT!                                             | OVERHEAD CHAMPION                         | SUPER BEST TRANCE IV                                               |
| BIG BAD LOVE (CASCADA REMIX)                      | SPRING BREAK                              | SUPER BEST TRANCE IV / THE TRAPARA                                 |
| BAD BOY                                           | CASCADA                                   | club complex CODE TRAPARA BEST CHAPTER #1                          |
| BIBLE                                             | WATER BLADER                              | club complex CODE TRAPARA BEST ROUND 1                             |
| BODY 2 BODY                                       | DJ KAOS                                   | THE TRAPARA 映像                                                   |
| CAN I GET A WITNESS                               | ROB MAYTH                                 | club complex CODE TRAPARA BEST CHAPTER #2映像                      |
| CAN'T UNDO THIS!! 2006                            | SHAM-POO feat. YINLING OF JOYTOY          | THE TRAPARA                                                        |
| CARLITO                                           | SPAGHETTINI                               | club complex CODE TRAPARA BEST ROUND 1                             |
| CHOCOLATE (CHOCO CHOCO) (OVERHEAD CHAMPION REMIX) | SOUL CONTROL                              | SUPER BEST TRANCE VI                                               |
| CLOSE MY EYES                                     | ASTROLINE                                 | 俄然パラパラ学園～入学編～ / SUPER BEST TRANCE IV                  |
| DISCO BEAT （DJ e-kawa's PARADISE MIX）           | SHOT                                      | FARMIX 無料パラパラ・トラパラ講座                                  |
| DRAGOSTEI DIN TEI (OVERHEAD CHAMPION REMIX)       | O-ZONE                                    | 俄然パラパラ学園～入学編～ / SUPER BEST TRANCE IV                  |
| EVERYTIME WE TOUCH                                | CASCADA                                   | club complex CODE TRAPARA BEST ROUND 1                             |
| GET UP!!                                          | DJ YOSHINORI                              | club complex CODE TRAPARA BEST CHAPTER #2 映像                     |
| HEAVEN IS A PLACE ON EARTH (PASCAL MIX)           | SODA CLUB feat.HANNAH ALETHEA             | SUPER BEST TRANCE IV                                               |
| HEY THE PUMPIN' HORSE                             | GANEZA                                    | club complex CODE TRAPARA BEST ROUND 1                             |
| HOLD YOUR HANDS UP HIGH                           | MEGARA VS. DJ LEE                         | SUPER BEST TRANCE VI                                               |
| HOPPY                                             | STEALTH                                   | club complex CODE TRAPARA BEST ROUND 1 動画                        |
| I WANNA DANCE (OVERHEAD CHAMPION REMIX)           | DOMINO                                    | SUPER BEST TRANCE VI                                               |
| I WANNA DANCE WITH SOMEBODY                       | FLIP & FILL                               | SUPER BEST TRANCE IV                                               |
| INDEPENDENCE (MIKE NERO MIX)                      | DJ ENDO.CH                                | club complex CODE TRAPARA BEST CHAPTER #1                          |
| IT'S KILLING ME                                   | DJ TOXIC                                  | club complex CODE TRAPARA BEST CHAPTER #2 映像                     |
| LAST ECSTACY                                      | ORIENTAL SPACE                            | FARMIX 無料パラパラ・トラパラ講座                                  |
| LONELY                                            | DEEP SPIRIT                               | club complex CODE TRAPARA BEST CHAPTER #2                          |
| LOVE & JOY (LOVE S MIX)                           | PROJECT Y'S FEAT. 田中みゆき              | club complex CODE TRAPARA BEST CHAPTER #1 映像                     |
| MERMAID (4 SKIPS VS. SHOHEI MATSUMOTO REMIX)      | TSUKASA                                   | SUPER BEST TRANCE VI                                               |
| METHANE HYDRATE                                   | CLIONE                                    | club complex CODE TRAPARA BEST ROUND 1                             |
| MONSTER (PROJECT Y'S SM MIX)                      | DJ YOSHINORI                              | club complex CODE TRAPARA BEST CHAPTER #1                          |
| MOONLIGHT SHADOW (EXTENDED VERSION)               | GROOVE COVERAGE                           | SUPER BEST TRANCE IV                                               |
| MOSKAU (DIGIMIND MIX)                             | KHUBILAI KHAN                             | club complex CODE TRAPARA BEST CHAPTER #1                          |
| MR.VAIN RECALL（Recall Mix）                      | CULTURE BEAT                              | FARMIX 無料パラパラ・トラパラ講座                                  |
| OHHH! NO!                                         | SHAM-POO                                  | THE TRAPARA 映像                                                   |
| PERFECT GAME                                      | OVERHEAD CHAMPION                         | SUPER BEST TRANCE IV 映像                                          |
| PIECE OF HEAVEN                                   | AKIRA                                     | club complex CODE TRAPARA BEST CHAPTER #2 動画 club CODEバージョン |
| PITCH!                                            | OVERHEAD CHAMPION                         | SUPER BEST TRANCE IV                                               |
| READY TO GO (STAGEDIVERZ MIX)                     | STAGEDIVERZ                               | SUPER BEST TRANCE IV                                               |
| SCORPION (CRITICAL SYSTEM MIX)                    | ORIENTAL SPACE                            | サンモニ動画 動画2                                                 |
| SHAM-POO                                          | SHAM-POO                                  | THE TRAPARA                                                        |
| SHINING STAR                                      | OLE VAN DANSK                             | club complex CODE TRAPARA BEST ROUND 1                             |
| SOUND OF MY DREAMS                                | EAST ROKERZ                               | club complex CODE TRAPARA BEST CHAPTER #2 映像                     |
| S.P.A.M.                                          | THE HOSUE NEGRO                           | FARMIX 無料パラパラ・トラパラ講座                                  |
| SPREAD YOUR WINGS                                 | system F                                  | SUPER BEST TRANCE IV                                               |
| SUNDAY (OVERHEAD CHAMPION REMIX)                  | NUAGE                                     | SUPER BEST TRANCE IV                                               |
| SUNSHINE 2006 (SHOHEI MATSUMOTO REMIX)            | SEAN & KIM                                | SUPER BEST TRANCE VI                                               |
| TAKE IT                                           |                                           | FARMIX 無料パラパラ・トラパラ講座                                  |
| TAKE OFF                                          | STIMULATOR                                | THE TRAPARA                                                        |
| THE PARTY （DJ SCHWEDE EXTENDED MIX）             | DJ SCHWEDE                                | FARMIX 無料パラパラ・トラパラ講座                                  |
| TOKYO, GO! (SHAM-POO REMIX)                       | JOHN ROBINSON                             | THE TRAPARA                                                        |
| WHAT'S UP                                         | Alexis Hart                               | FARMIX 無料パラパラ・トラパラ講座                                  |
| YESTERDAY (DJ KOUSUKE REMIX)                      | CHERRY                                    | SUPER BEST TRANCE IV                                               |
| そこにあるかもしれない                            | 尼崎まゆみ                                | FARMIX 無料パラパラ・トラパラ講座                                  |

### その他
| 曲名                                                                | アーティスト                         | 映像         |
| ------------------------------------------------------------------- | ------------------------------------ | ------------ |
| 21st Century Digital Girl (Overhead Champion Remix)                 | Groove Coverage                      |              |
| 3D (love Again)                                                     | Dj Joker Project Nasca               |              |
| All out of Love                                                     | The Foundation feat. Natalie Rossi   |              |
| And She Said (Overhead Champion Remix)                              | Lucas Prata                          |              |
| Another Night (Dj TORA+R-SEQ)                                       | Morgana                              |              |
| Arigato (Original Mix)                                              | Aya                                  |              |
| A-Round (Dj Hibiki & Ken-Bow Mix)                                   | Delaction                            | 動画 動画2   |
| Baby, I Love You                                                    | Dj ET-Q                              | 動画         |
| Bad Boy (Club Mix)                                                  | Cascada                              | 動画         |
| Be the One                                                          | Overhead Champion                    |              |
| Black or White (Original Mix)                                       | HEAVENS WiRE                         |              |
| Blue Sunshine                                                       | Nish                                 |              |
| Body 2 Body (Shohei Matsumoto Remix)                                | Dj Kaos                              |              |
| Can't Undo This!! 2006                                              | Sham-Poo feat.Yinling Of Joytoy      |              |
| Craft Back                                                          | Sonic-R                              |              |
| Crazy 4 Love (Dj Kaya Remix)                                        | Dr. Dj Cerla vs Jo Smith             |              |
| D.O.U.B.T!!! ～愛の駆引きはダ☆ウ☆ト～(Original Club Mix)            | 4Skips Vs. Floorbreaker              |              |
| Dead Or Alive (Original Mix)                                        | HEAVENS WiRE                         |              |
| Distance〜In Your Love〜                                            | Daito                                | 動画         |
| Elevator (Up & Down) (Rico Bass vs. Sasha Van Holt Mix)             | Space Jockeys                        |              |
| Eternity                                                            | Overhead Champion                    | 動画         |
| Every Time                                                          | Caribbean                            | 動画         |
| Everybody (Klubbingman Remix)                                       | Rocco                                |              |
| Everytime We Touch (Delaction Remix)                                | Cascada                              | 動画         |
| Flashback (Original Club Mix)                                       | Alphazone                            | 動画 動画2   |
| Fly Away feat Jax                                                   | t-xign                               | 動画         |
| Free Radical (Dj Ken-Bow Mix)                                       | Delaction                            | 動画1、その2 |
| God (Original Mix)                                                  | Dj Kaya                              |              |
| Grand Shake (Naska's World Radio Mix)                               | Dj Joker Project Nasca               |              |
| Harder?!                                                            | Pedro Del Mar                        |              |
| Hardstyle Disco                                                     | Yoji Biomehanika                     |              |
| Heaven                                                              | Dj Sammy                             |              |
| Herz an Herz(Club Mix)                                              | RE-Vival                             |              |
| Holylance (Crystal Mix)                                             | Dj Yoshinori                         | 動画         |
| I Can't Stop Raving (Original Mix)                                  | Adrima                               |              |
| In My Heart (4 Skips vs. Dj ET-Q Remix)                             | TSUKASA                              |              |
| Independence                                                        | Dj Enzo.Ch                           |              |
| Inspiration (Remo-con vs. Toshio Ueki Remix)                        | Strike                               |              |
| K.O (Fighting Spirits Mix)                                          | Dj U☆HEY?                            |              |
| Kiss (Airscape Remix)                                               | Vengaboys                            |              |
| La Bomba                                                            | Eddy Wata                            | 動画         |
| Layla (Original Club Mix)                                           | Dj U☆HEY? Vs. Dj MINAGAWA            | 動画         |
| Let Me Go feat. Jax (Floor Edit)                                    | t-xign                               |              |
| Let Me Love You                                                     | Hanna                                |              |
| Listen to Your Heart                                                | D.H.T feat. Edmee                    |              |
| Livin' on a Prayer                                                  | Cyber X feat. Sean                   |              |
| Look @ the Heaven                                                   | Yoji Biomehanika                     |              |
| Love Sunshine                                                       | Arpeggio                             |              |
| Mermaid (Delaction Remix)                                           | TSUKASA                              |              |
| Merry Christmas(戦場のメリークリスマス) Mr.Lawrence (Heart of Asia) | Watergate                            |              |
| Methane Hydrate                                                     | Clione                               |              |
| Move Your Love (Sham-Poo Remix)                                     | Sean & Kim                           |              |
| Ohhh! No!                                                           | Sham-Poo                             |              |
| One More Time (4 Skips vs. Floorbreaker Club Mix)                   | Daft Punk (歌:Yinling Of Joytoy)     |              |
| Out of Border (Red zone Mix)                                        | MSG                                  | 動画         |
| Poison                                                              | Groove Coverage                      |              |
| Right Here                                                          | S.T.F. Presents Dj You               |              |
| Rockin' (Original Club Mix)                                         | Alphazone                            |              |
| Run to Me(Trank Extended)                                           | Al.Ben                               |              |
| Sagittarius (Original Mix)                                          | Nish                                 |              |
| Sham-Poo                                                            | Sham-Poo                             |              |
| Show Me Love                                                        | Indien                               |              |
| So Yesterday                                                        | Hilary Duff                          |              |
| Sound of My Dreams (Decibel Edit)                                   | East Rockerz                         |              |
| Stars are Blind (Overhead Champion Remix)                           | Paris Hilton - London Hotel          |              |
| Stay (Airscape Mix)                                                 | Wendy Phillips                       |              |
| Sunrise (Rob Mayth Remix)                                           | Angel City feat. Lara McAllen        |              |
| Survivor (Alphazone Remix)                                          | Dj U☆HEY? Vs. Dj Minagawa            |              |
| Touch Me (Overhead Champion Remix)                                  |                                      |              |
| The Anthem (HEAVENS WiRE Mix)                                       | T・R・C                              | 動画         |
| The Load (S.T.F Remix)                                              | T.A.K.E                              |              |
| The Music is Movin' (Delaction Remix)                               | Fargetta                             |              |
| The Sign                                                            | Sven-R-G vs. Bass-T                  |              |
| The Summer is Calling (Extended Mix)                                | Aquagen                              |              |
| Tokyo                                                               | Dj Kaya feat. Keen & Steven a.Haynes |              |
| Tubthumping (Everybody Handz Up in Japan Mix)                       | Hi-End Attack                        |              |
| Wait For You (Overhead Champion Remix)                              |                                      |              |
| When I'm With You                                                   | Zane+Foster feat. Dany               |              |
| You Fill Me Up (Dj Ten Remix)                                       | S.T.F. Feat. Keen                    |              |

なお曲のジャンルはトランスではないが、トラパラ（パラパラ）のような振り付けが付いている曲もある。
| 曲名                                          | アーティスト                           | 映像 |
| --------------------------------------------- | -------------------------------------- | ---- |
| Can't Take My Eyes off You (君の瞳に恋してる) | Frankie Valli                          |      |
| Everlasting Love                              | GTS feat. Mink                         |      |
| Heavenly Star                                 | 元気ロケッツ                           | 動画 |
| 恋はgroovy×2                                  | 伊藤由奈                               |      |
| Let the Joy Rise (Thunderpuss Club Mix)       | Abigail                                |      |
| LIFE                                          | キマグレン                             |      |
| Lotta Love                                    | m-flo                                  |      |
| Meu Sonho                                     | Kaleidoscopio                          |      |
| September                                     | Earth Wind & Fire                      |      |
| Sweetest Day of May                           | Joe T. Vannelli Project feat. Harambee |      |

※上記のほか、ハイハイコールに対応した振り付けも存在する。ハウスやトランスの曲でフロアーが盛り上がってハイハイコールが起きた場合、どんな曲でもハイハイコール用の振り付けで踊ることが可能。

## ファッション
特に決まりはないが、お立ち台の上でトラパラを踊っている女性は、カジュアル系よりも、綺麗系やギャル系で動きやすいタイプの服装が多い。
トップスは真冬でもキャミやワンピ・チュニックなど薄着が多い。ボトムスはミニやショーパンが多い。ジーンズもいるが、パンツはあまりいない。
靴は夏はミュール・サンダル、冬はブーツなどが多い。スニーカーを履いている人はあまりいない。またお立ち台の上で長時間踊っていると、ヒールの高い靴の場合は足が疲れるし安定しないので、脱ぎ捨てて裸足で踊っている女性も時々見受けられる。
ブレスレット型のルミカライトや、光るイヤリング・ネックレス・指輪などを着けていることもある。携帯電話は、踊っている最中にいつでも出られるように、トップスの胸元に挟んでいる人もいる。
男性客のサンダル入店、指に差し込み光線を出すフィンガーライト、笛を鳴らし盛り上げるなどいろいろなアイテムを持参する客もいるが、クラブによっては禁止している場合もある。

## トラパラとクラブ
お立ち台を多く設置し、上記の代表的な曲を中心に振り付けの付いた曲の多くかかるクラブでは、トラパラが可能なことが多い。
- 新宿では「club complex CODE（2008年2月18日閉店）」。サンモニのレポート
- 六本木界隈では、「club Vanilla（2007年4月1日閉店）」、「西麻布alife」、「studio FLOWER」、「GARDEN（2008年9月閉店）」、「club XROSS（2009年6月13日閉店）」など[5]。
- 渋谷では、「CLUB ATOM」、「club CAMELOT」など。
- 大阪では、梅田の「SAZA*E（2008年1月1日閉店）」、「ON AND ON」、心斎橋界隈では「GRANDCAFE」、「Club Joule[6]」、「PLATINUM（OSAKA）」、「club N3」など。
- 名古屋では、「MAVERICK」、「OZON」、「PLATINUM（NAGOYA）」など。
- 札幌では、「sapporo a-life」。

なお、お立ち台が多く設置されているようなクラブ（ディスコ）では、稼ぎ時の週末はオールジャンルの曲をかけるイベントが行われることが多い。このため、オールジャンルの日にトランスのかかる時間（即ちトラパラの踊れる時間）は自ずと限定される。一方、ジャンル毎にフロアーが分離されているような大箱では、ハウス・テクノ・トランスのかかるフロアーにおいて長時間トラパラが可能なこともある。
また下記理由により、男性のトラパラは女性のそれと比較してあまり一般的ではない。
- 男性客は原則的にお立ち台には乗れない。
- お立ち台ではなく通常のフロアーで踊ると、混雑している場合は周囲の迷惑になる。

男性がお立ち台に乗ることは、女性を集客のフックとして利用したい店側には敬遠される傾向が強い。強行した場合、店によってはセキュリティに注意されたり引き摺り下ろされることもある。ただしフロアーの混雑しない平日に行われるパラパライベントなどでは、男性でも可能な場合もある。

## 功罪
前述の通り、トラパラが普及した背景には、クラブが集客のためにそれを利用したことと、2005年に入り大手レコードメーカーが普及戦略を推し進めたことがある。一方、2007年1月現在トラパラを禁止するクラブが複数存在するのもまた事実である。クラブに関わるそれぞれの立場から、トラパラの功罪両面が指摘されている。

### 顧客の立場
メリット
- ある程度の数の振り付けを覚えていれば（レパートリーがあれば）、初めて行ったクラブで初対面の者同士で踊っても容易に盛り上がることができる。
- 同じ振り付けで踊ったり、振り付けを教える（教えてもらう）等によりコミュニケーションのきっかけになる。
- 自分が覚えた振り付けの曲をDJにリクエストして楽しむことができる。
- 目立ちたい、可愛く（格好良く）見られたいといった願望を満たすことができる。

デメリット
- 両手を大きく振り回す動きが多いため、お立ち台の上であれフロアーであれ、周囲で楽しんでいる他の客に迷惑をかけることがある。

### DJの立場
メリット
- トラパラの曲を連続してかけることで、容易にフロアーを盛り上げることができる。

デメリット
- トラパラの曲ばかりかけ続けていると、集団心理によって盛り上がりが生まれる一方で、疎外感を抱いた客はフロアーから去ってしまう。
- 連続してトラパラ曲をかけたあとに他ジャンルの曲をかけると、フロアーのテンションが急激に落ちたり、ブーイングが起きることがある。

### 主催者の立場
メリット
- トラパラを集客のフックとして利用できる。例えば、DJやオーガナイザーなどが中心となって作成した振り付け練習用DVDを配布したり、お立ち台の設置台数を増やしたり、場合によってはトラパラの曲を多くかけるようDJに要求することで、短期間で集客力をアップできる。

デメリット
- 主催者がトラパラを容認している場合、トラパラ目的で集まる客が増えて、幅広い層を集客できなくなる。このため、トラパラ熱が加熱し過ぎた場合は、落ち着くようになるまでのあいだ「トラパラ禁止」を掲げるクラブも存在する。

基本的にクラブは風営法が適用されるため、行政当局の指導により午前1時には営業を終了する。客が入りだすのが23時前後で、短い時間で幅広い層を集客しなければならないため、トランスのかかるクラブはトラパラ禁止になっていた時期もあった。これはトラパラの普及が加速した2005年～2007年頃に指摘されていた。

### トラパラブームの終息
- 2008年「club complex CODE」の閉鎖が影響し、avex社からのCDやDVDがリリースされなくなりトランス離れが加速していった。2011年頃になるとトランスイベントを行うクラブが減っていったが、ユーロビート・テクノ・トランスといった振り付けのみのイベントと合同で行うケースもある。最近ではトラパラブームの減少に伴い、各地のほとんどのクラブでトラパラが容認されている。

## メディア展開
音楽CD・DVD
SUPER BEST TRANCE II
AVEXより発売されているトランスCDのシリーズで、2作目では（業界初の試みとして）ブックレットにトラパラガイドが掲載されている。
SUPER BEST TRANCE III
3作目では、カリスマモデル星あやによるトラパラも含めたトランスダンスガイドがCD-EXTRAで収録されている。
SUPER BEST TRANCE IV
4作目ではトラパラ練習用のDVDが付属している。踊っているのはいずれもギャル系雑誌のモデルであり、一部の上手い人の振り付け映像は参考になる。『IV』については、いわゆるのまネコ問題のあと発売が中止されたため、2007年現在店頭での新品の入手は困難になっている（再生産された商品AVCD-17824にはDVDは付属しない）。
SUPER BEST TRANCE THE BEST
CD2枚組のベスト版であるが、1枚目に収録されている曲はほとんどトラパラが可能である。
SUPER BEST TRANCE VI
6作目でも、4作目に引き続きトラパラ練習用のDVDが付属している。踊っているのはいずれも女性誌のモデルである。なお作品自体は、正しい振り付けを普及させるといった主旨ではなく、クラブの楽しみ方の一つとして振りを付けて踊る例を紹介する、というスタンスで製作されており、販売元のAVEXとしては振り付けの強制にも禁止にも与しないという立場をとっている。
サンモニ
トラパラの聖地と言われる club CODE がリリースした、日曜朝のイベント「Sunday Morning Party（サンモニ）」のCD＋振り付けDVD。
THE T・RAPARA
club CODE がプロデュースした振り付けDVD。

ドラマ・映画
ギャルサー
ギャルサーとパラパラがテーマのドラマ。
パラ族
パラパラをメインテーマにすえた作品。ホームページでは、いくつかのトラパラの動画を配信している。
CM
ブルボン「くだものいっぱいゼリー」
ゼリーのCMで、早見優と松本伊代が結成したユニットキューティー★マミーがトラパラを踊っている。曲はDominoの『I Wanna Dance』。
雑誌
Ranzuki
2004年3月号と9月号にトラパラの紹介記事が掲載されている。
カラオケ
大手カラオケチェーン各社では、トラパラの踊れる曲を何曲かラインナップしている。店舗によっては、ミラーボールの設置された大きめのパーティルームを用意しているところもあるため、こういったところを利用してトラパラを練習することも可能である。
曲名とリクエスト番号
| 曲名                                           | DAM     | JOYSOUND |
| ---------------------------------------------- | ------- | -------- |
| エイベックス トラパラメドレー（トランス編）    | 1133-14 |          |
| ASS UP                                         | 3021-62 | 192058   |
| BIG BAD LOVE                                   | 3021-31 | 164082   |
| CLOSE MY EYES                                  | 3021-63 |          |
| HEAVEN                                         | 3021-32 |          |
| HEAVEN IS A PLACE ON EARTH                     | 3021-64 |          |
| HEAVENLY STAR                                  | 3106-99 |          |
| Move Your Love                                 | 3021-30 |          |
| SPREAD YOUR WINGS                              | 3021-29 |          |
| SUNSHINE 2006                                  | 3021-65 |          |
| Everytime We Touch                             | 1162-06 |          |
| パラパラ基礎講座                               |         | 192057   |
| トラパラメドレー《パラパラ振り付き・Original》 |         | 192064   |
| DRAGOSTEA DIN TEI（恋のマイアヒ）              |         | 192050   |
| PERFECT GAME                                   |         | 192054   |
| PITCH                                          |         | 192053   |
| POISON                                         |         | 192028   |
| TOKYO,GO!（SHAM-POO REMIX）                    |         | 192055   |
| YESTERDAY                                      |         | 192051   |
| 愛の東京コール（オバチャンリミックス）         |         | 161199   |
| 愛の東京コール《パラパラ振り付き・Original》   |         | 192059   |

## トラパラが踊れる著名人
渡部いずみ
恋のから騒ぎの12期生で、番組中での愛称は「南米の鳥」。第534話（2005年9月17日放送分）で、明石家さんまの前でトラパラを実演してみせた。
のもさや
ギャル系雑誌「Happie nuts」の元モデル。SUPER BEST TRANCE IV の付属DVD中でトラパラを踊っている。
まいぷう
ギャル系雑誌「Ranzuki」のモデル。SUPER BEST TRANCE VI の付属DVD中でトラパラを踊っている。
たもちん
ギャル系雑誌「Ranzuki」のモデル。SUPER BEST TRANCE VI の付属DVD中でトラパラを踊っている。
芦沢教授
太田プロのピン芸人。芸人として活動する傍らクラブDJもこなす。時折パラパラ講師も務める。

## 参考
- 『シブヤ経済新聞』2004-08-20　、株式会社花形商品研究所
- 『六本木経済新聞』、クロスコ株式会社
- 『MzA トラパラ教本Gの法則1』トラパラ Boy Meets Girl
- 『MzA トラパラ教本Gの法則2』トラパラ Boy Meets Girl
- 私立エイベックスレイヴ学園　夏期講習[9]
- 『クラブカルチャー！』湯山玲子、毎日新聞社  2005/9/30発行
- 『俄然パラパラPARADISE』宝島社 宝島MOOK  2006/7/8発行
- 『お立ち台はなぜ潰れないのか？』All About 2007年11月01日掲載
- 『六本木クラブ難民』熊野 拓磨、株式会社三才ブックス　2007/12/24発行
- 『SUPER★BEST TRANCE』　AVEX TRAX / AVCD-17519  2004/9/1発売
- 『SUPER★BEST TRANCE II』　AVEX TRAX / AVCD-17605  2005/5/11発売
- 『SUPER★BEST TRANCE III』　AVEX TRAX / AVCD-17678  2005/5/11発売
- 『SUPER★BEST TRANCE IV』　AVEX TRAX / AVCD-17824　2005/10/17発売
- 『SUPER★BEST TRANCE THE BEST』　AVEX TRAX / AVCD-17784　2005/12/7発売
- 『SUPER★BEST TRANCE V』　AVEX TRAX / AVCD-17834  2006/4/5発売
- 『SUPER★BEST TRANCE VI』　AVEX TRAX / AVCD-17978/B 2006/7/26発売
- 『SUPER★BEST TRANCE VII』　AVEX TRAX / AVCD-23127  2007/1/17発売
- 『VANILLA INTERMIX』東芝EMI / TOCP64281  2005/8/3発売
- 『TRANCE RAVE PRESENTS LOVE TRANCE（2004）』 VICTOR / VICP-62586  2004/6/30発売
- 『TRANCE RAVE PRESENTS LOVE TRANCE -STORY-』 VICTOR / VICP-63170  2005/11/09発売
- 『MEGA TRANCE BEST』FARM RECORDS / FARM-56 2005/12/7発売
- 『サンモニ』 FARM RECORDS / PARA-999　2006/4/26発売[10]
- 『パラ族 CD＋DVD』 FARM RECORDS / PARA-0998 2006/12/1発売[10]
- 『club complex CODE TRAPARA BEST CHAPTER #1』 DECIBEL ENTERTAINMENT / DBE-1 2006/3/22発売[10]
- 『club complex CODE TRAPARA BEST CHAPETR #2』 DECIBEL ENTERTAINMENT / DBE-3 2006/7/12発売[10]
- 『EXIT TRANCE』 EXIT TUNES / QWCE-00002 2006/9/6発売[10]
- 『CLUB COMPLEX CODE ALL STAR BEST』 EXIT TUNES / QWCE-00018 2007/5/2発売[10]
- 『パラパラとカラオケの融合！ 「パラオケ」をやってみた』Exciteニュース2006年10月6日版

## 関連情報
- パラパラ
- ディスコ
- DJ
- ギャルサー